# 내 가슴에 그 노래를
"내 가슴에 그 노래를"은 1960년 공개된 대한민국의 영화이다.

## 배역
- 김지미 : 영애 역
- 최무룡 : 영춘 역
- 조미령 : 영림 역